# حسین‌آباد (سیرجان)
حسین‌آباد یک روستا در ایران است که در دهستان چهارگنبد شهرستان سیرجان واقع شده‌است.